# Jean-Claude Samuel
Pour les articles homonymes, voir Samuel (nom de famille).
Jean-Claude Samuel est un footballeur international français né le 11 novembre 1924 à Guelma (Algérie française), en mort le 2 août 2015 à Langon (France). Il a été milieu de terrain au RC Paris.

## Carrière de joueur
- ??? - 1944: RU Alger
- 1944-1952 : RC Paris
- 1952-1954 : Olympique lyonnais[4]

## Palmarès
- Vainqueur de la Coupe de France 1945  (avec le RC Paris)